# DSMLT
Phân phối D-Split Multi-Link Trunking (DSMLT) hoặc SMLT phân là một công nghệ mạng máy tính được thiết kế bởi Nortel (nay được mua lại bởi Avaya) để nâng cấp giao thức Multi Split-Link Trunking (SMLT). DSMLT cho phép các cảng trong một trunk (một đường dây truyền thông) nối nhiều đơn vị của một chồng các thiết bị chuyển mạch hoặc nối nhiều trong một khung gầm, ngăn ngừa cúp mạng khi một thiết bị chuyển mạch trong một chồng hay một thẻ trong khung gầm bị hỏng.
Fault-tolerance - là một khía cạnh rất quan trọng của Công nghệ Phân Split Multi-Link Trunking (DSMLT). Nên bất kỳ một chuyển đổi, cổng, hoặc nhiều hơn một liên kết bị hỏng, công nghệ DSMLT sẽ tự động phân phối lại lưu lượng thông qua các liên kết còn lại. Tái phân phối tự động được thực hiện ít hơn một nửa giây (thường là dưới 100 mili giây[1]) do đó sẽ không có sự ngưng hoạt động nào được thông báo bởi người dùng cuối. Sự phục hồi tốc độ cao này được yêu cầu do nhiều mạng khân cấp tại đây việc ngưng hoạt động có thể gây ra thiệt hại cuộc sống hoặc tổn thất tiền tệ rất lớn cho các mạng khân cấp. Các công nghệ Kết hợp Multi-Link Trunking (MLT), DMLT, SMLT, DSMLT và R-SMLT tạo ra các mạng hỗ trợ các mạng khân thiết nhất.